# Abarema glauca
Abarema glauca är en ärtväxtart som först beskrevs av Ignatz Urban, och fick sitt nu gällande namn av Rupert Charles Barneby och James Walter Grimes. Abarema glauca ingår i släktet Abarema och familjen ärtväxter. Inga underarter finns listade i Catalogue of Life.